# Салакая, Сослан Шотаевич
Сослан Шотаевич Салакая (абх. Салаҟаиа Сослан Шьоҭа-иԥа, род. 27 июня 1965 года, Сухуми) — абхазский политик, учёный-историк и педагог высшей школы. Кандидат в вице-президенты Абхазии

## Биография
Родился в семье сотрудников Сухумского педагогического института им. А. М. Горького. Отец — Шота Хичович Салакая, первый абхазский профессиональный фольклорист.
В 1982 году окончил среднюю школу имени Лакобы в Сухуми. В 1982—1987 годах учился на историческом факультете Абхазского государственного университета. В 1987—1990 гг. — аспирант Института абхазского языка, литературы и истории. Ученик Георгия Алексеевича Дзидзария.
С 1991 года работал учителем, затем — главным специалистом по истории, археологии и этнологии. С 2002 года на научной работе. В 2011—2017 годах был заместителем директора Абхазского института гуманитарных исследований.
Во время президентских выборов в Абхазии в 2019 году — был кандидатом в премьер-министры в команде кандидата в президенты Артура Анквабы. В первом туре Анкваб набрал 1403 голоса (1,7 %) и занял 8-е место.
Сакалая — кандидат исторических наук (2009), тема диссертации «Проблемы истории Абхазии XIX — начала XX веков в абхазской советской науке».
Преподаёт в Абхазском государственном университете, (Сухум), доцент кафедры истории, археологии и этнологии. Старший научный сотрудник Абхазского института гуманитарных исследований.
Как политик выступает за укрепление сотрудничества с Россией

## Научные интересы
Историография, источниковедение, новая и новейшая история Абхазии, проблемы махаджирства, переселенческое движение в Абхазии в XX веке и др.,